# José Sánchez (giocatore di calcio a 5)
José Asunción Sánchez Rodríguez (15 agosto 1964) è un ex giocatore di calcio a 5 paraguaiano.

## Carriera
Schierato come ultimo e occasionalmente come laterale, come massimo riconoscimento in carriera vanta la partecipazione, con la Nazionale di calcio a 5 del Paraguay, al FIFA Futsal World Championship 1989 dove i sudamericani sono giunti alla seconda fase, eliminati nel girone comprendente Argentina, Brasile e Stati Uniti.